# Andrew Biemiller

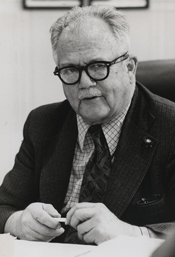
Andrew Biemiller

Andrew John Biemiller (* 23. Juli 1906 in Sandusky, Ohio; † 3. April 1982 in Bethesda, Maryland) war ein US-amerikanischer Politiker. Zwischen 1945 und 1951 vertrat er zwei Mal den Bundesstaat Wisconsin im US-Repräsentantenhaus.

## Werdegang
Andrew Biemiller besuchte die öffentlichen Schulen seiner Heimat und danach bis 1926 die Cornell University in Ithaka (New York). Außerdem studierte er an der University of Pennsylvania in Philadelphia. Zwischen 1926 und 1928 unterrichtete er an der Syracuse University das Fach Geschichte. Von 1929 bis 1931 war er in der gleichen Funktion an der University of Pennsylvania tätig. Im Jahr 1932 zog Biemiller nach Milwaukee in Wisconsin.
Politisch war er zunächst Mitglied der Sozialistischen Partei, deren linkem Flügel er angehörte. Er setzte sich für eine Vereinigung mit der Kommunistischen Partei ein. Nach seinem Umzug nach Milwaukee arbeitete er für den dortigen sozialistischen Bürgermeister Daniel Hoan. Zwischen 1937 und 1941 war Biemiller Abgeordneter in der Wisconsin State Assembly. Seit 1939 führte er dort die sozialistische Fraktion. In Wisconsin war Biemiller auch an der Gründung des Staatsverbandes der American Federation of Labor beteiligt. Während des Zweiten Weltkrieges arbeitete er von 1941 bis 1944 für das War Production Board in Washington, das die Produktion für den Kriegsbedarf regelte.
Nach einem internen Streit mit seiner Partei schloss sich Biemiller in den 1940er Jahren den Demokraten an. Bei den Kongresswahlen des Jahres 1944 wurde er als deren Kandidat im fünften Wahlbezirk von Wisconsin in das US-Repräsentantenhaus in Washington gewählt, wo er am 3. Januar 1945 die Nachfolge von Howard J. McMurray antrat. Da er im Jahr 1946 dem Republikaner Charles J. Kersten unterlag, konnte er bis zum 3. Januar 1947 nur eine Legislaturperiode im Kongress absolvieren. Diese war von den Ereignissen des Zweiten Weltkrieges und dessen Folgen geprägt.
Nach seinem Ausscheiden aus dem Repräsentantenhaus arbeitete Andrew Biemiller in der Öffentlichkeitsarbeit. Im Jahr 1948 war er Delegierter zur Democratic National Convention in Philadelphia, auf der US-Präsident Harry S. Truman zur Wiederwahl nominiert wurde. Bei den Wahlen desselben Jahres gelang ihm die Rückkehr in den Kongress, wo er am 3. Januar 1949 seinen alten Sitz zurückerhielt. Da er im Jahr 1950 wiederum gegen Charles Kersten verlor, schied Biemiller nach nur einer weiteren Legislaturperiode am 3. Januar 1951 wieder aus dem Kongress aus. Zwischen 1951 und 1952 arbeitete er als Sonderberater für das Bundesinnenministerium. Von 1953 bis 1979 vertrat er als Berater und Lobbyist die Interessen des Gewerkschaftsverbandes AFL-CIO in der Bundeshauptstadt Washington. Danach zog er sich in den Ruhestand zurück. Andrew Biemiller starb im April 1982 in seinem letzten Wohnort Bethesda.